# Movement (the pillowsの曲)
「Movement」（ムーブメント）は、the pillowsの31枚目のシングル。2010年12月1日にavex traxから発売された。

## 概要
the pillows 17th Album『HORN AGAIN』の先行シングル。「初回生産限定盤 DVD,ステッカー&「HORN AGAIN TOUR」応募抽選先行予約シリアルナンバー付き」と「通常盤初回プレス ステッカー&「HORN AGAIN TOUR」応募抽選先行予約シリアルナンバー付き」と「通常盤」と3種類存在し、TOWER RECORDS特典で名刺が付いた。
アーティスト写真は橋本塁によるもの。

## 収録曲
（作詞・作曲：山中さわお、編曲：the pillows）
1. Movement   (3:55)
2. Split emotion   (4:14)
3. Gloomy night   (3:58)

## DVD
1. Movement [Video Clip]
2. Split emotion [Video Clip]
  - ディレクター : JUNYA"Lucy"IMAI